# Allan MacNab
Pour les articles homonymes, voir McNab.
Sir Allan Napier MacNab, né le 19 février 1798 à Newark, aujourd'hui Niagara-on-the-Lake, au Haut-Canada, et mort le 8 août 1862 à Hamilton, en Ontario, est un militaire, avocat, homme d'affaires et homme politique canadien. 
Il est premier ministre de la province du Canada (ou Canada-Uni) de 1854 à 1856, puis conseiller législatif de la province de 1860 à sa mort.

## Biographie
Allan Napier MacNab entre dans l'armée en 1812. Il sert peu de temps puis devient avocat (1812). En 1830, il est élu à l'Assemblée législative du Bas-Canada. Il est impliqué dans les rébellions de 1837 et 1838 au Canada en tant que représentant britannique contre William Lyon Mackenzie. Colonel, il commande à Chippewa la frontière entre le Canada et les États-Unis. Il est confronté alors au problème des insurgés réfugiés sur l'île Navy et est impliqué dans l'affaire de la Caroline puisque c'est lui qui ordonne à Andrew Drew et Alexander Mac Leod, de s'occuper du navire, les deux hommes y mettant le feu et un citoyen américain trouvant la mort dans l'incendie, ce qui déclenche une affaire juridico-diplomatique retentissante. 
MacNab est réélu à l'Assemblée législative de la province du Canada (1854-1856) et incorpore en 1860 le Conseil législatif pour les divisions de l'ouest. 
Jules Verne, dans son roman Famille-Sans-Nom, amplifie son rôle dans les événements de la Caroline en écrivant (partie 2, chapitre IX) qu'il donna l'ordre d'achever les survivants du navire.